# Castello di Bianello
Das Castello di Bianello ist eine Burg in der Gemeinde Quattro Castella in der italienischen Region Emilia-Romagna. Sie ist die einzige Festung, die von den vier Türmen erhalten geblieben ist, die bereits im 8. Jahrhundert auf den vier Hügeln ausgerichtet wurden, ausgehend von Westen auf dem Monte Vetro, dem Bianello, dem Monte Lucio und dem Monte Zane (auch Monte Zagno oder Mon Giovanni), die über dem Ort Quattro Castella stehen. Die Burg ist Teil des Kreises der Associazione dei Castelli del Ducato di Parma, Piacenza e Pontremoli. Viele Räume im ersten Obergeschoss, in das man über eine imposante neubarocke Treppe gelangt, enthalten Fresken aus dem 17. und 18. Jahrhundert. Ebenfalls erhalten sind die Gefängnisse mit den originalen Inschriften der Gefangenen verschiedener geschichtlicher Epochen.
Am 24. Juli wird die Burg zur Feier des Jahrestages des Todes der Gräfin Mathilde von Canossa, wie an allen wichtigen Tagen, rot angestrahlt. Diese Beleuchtung sieht man auch von der Autobahn aus.

## Der historische Ursprung

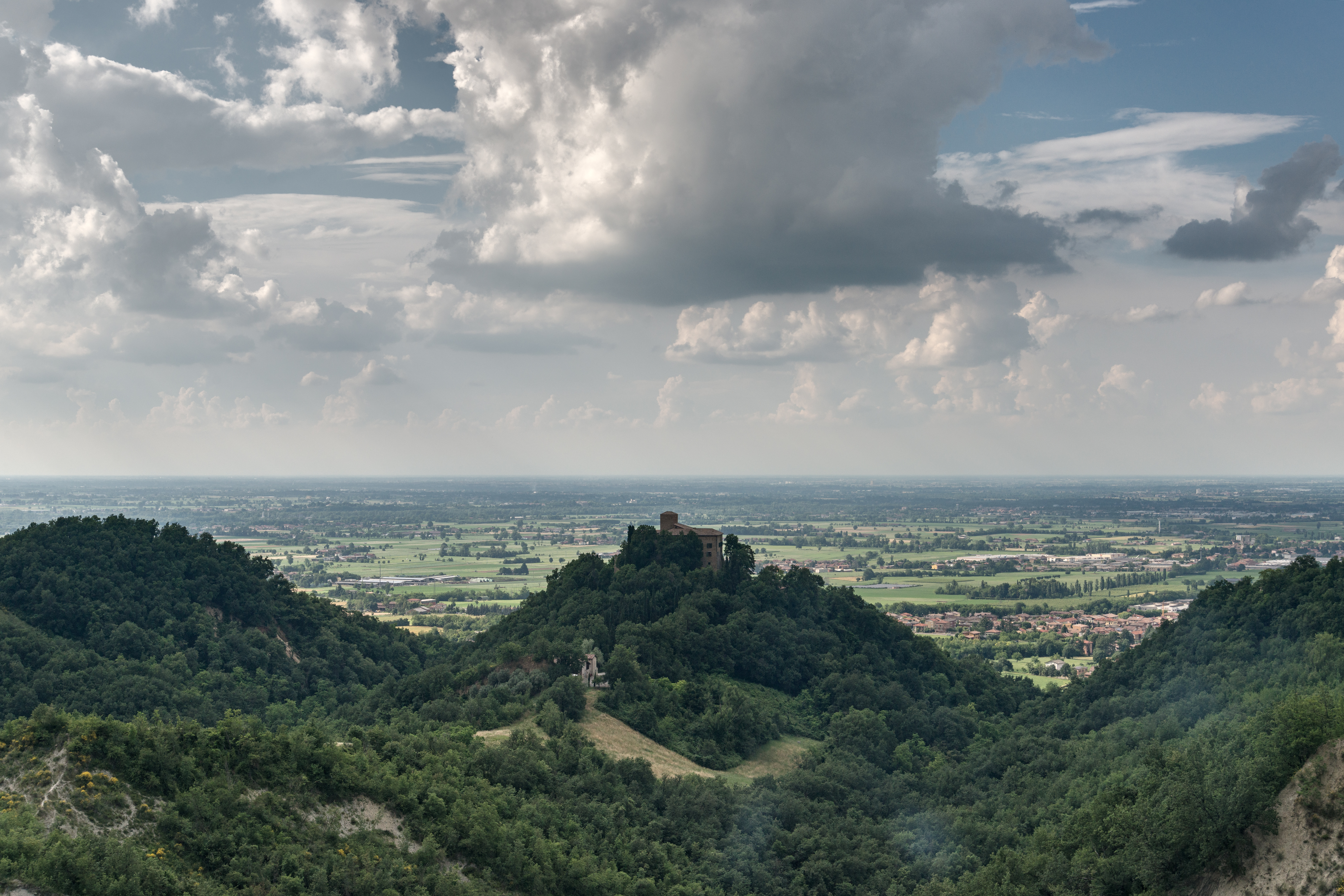
Panorama von Süden

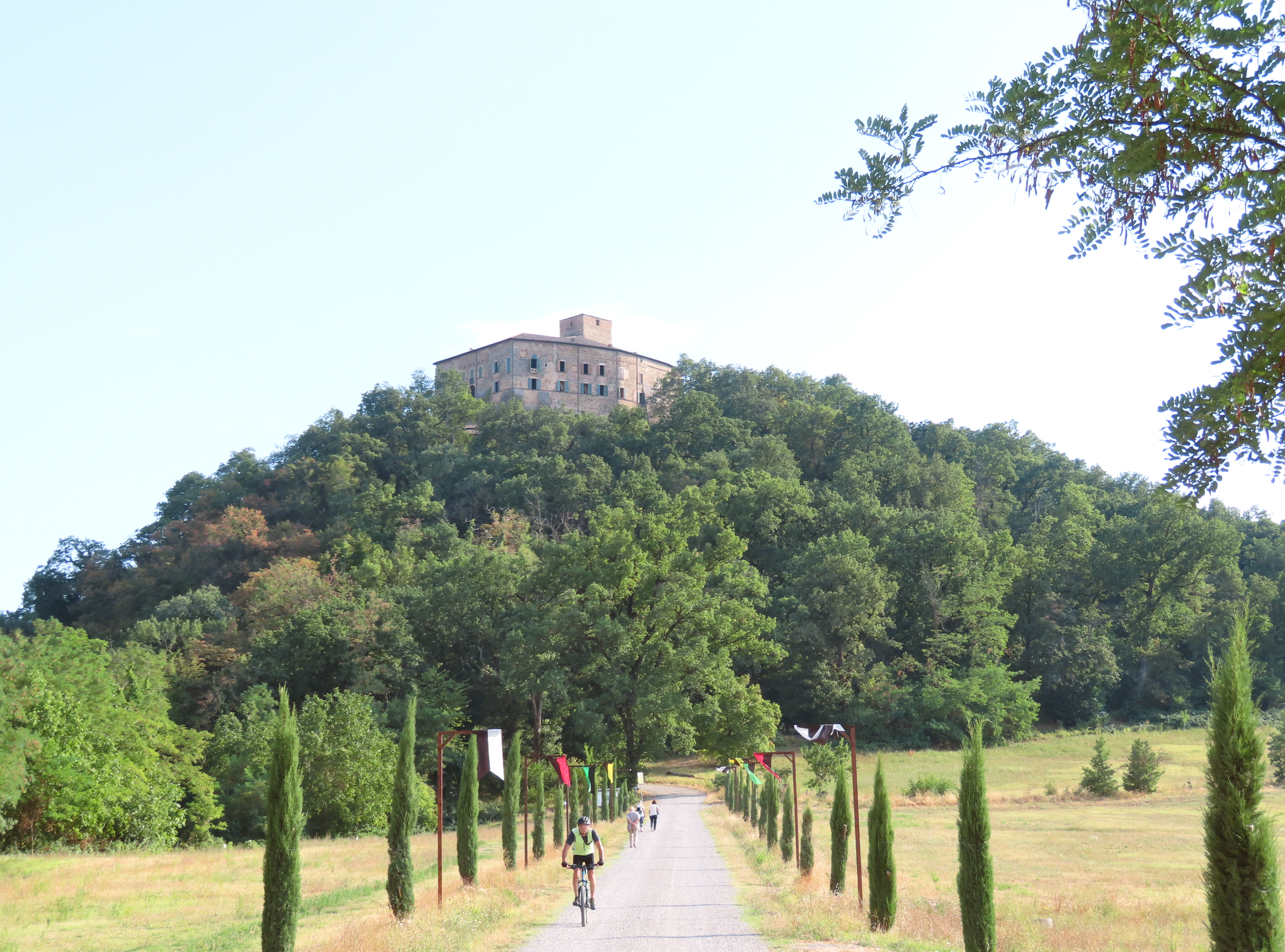
Die Burg von der Zufahrtsstraße aus

Die ersten historischen Notizen über den Ursprung der vier Türme, wovon sich der Name „Quattro Castelli“ ableitet, sind unsicher. Die älteste, zuverlässige Quelle stammt aus dem Jahr 835: Es wird berichtet, dass die Königin Cunegonda die Abgabe eines Curte de quatuor arcas (dt.: Hofes der vier Kästen) an das Kloster des Heiligen Alexander in Parma notierte. Später erwarb die Familie Canossa die vier Burgen. Ihr weitläufiges Königreich erstreckte sich vom Po bis zur Toskana. Der Apennin war als natürliche Mauer gegen die Invasoren aus dem Norden mit einem ununterbrochenen System von Burgen befestigt, deren Teil die vier Türme und auch das Castello di Bianello waren.

## Die Zeit der Mathilde von Canossa und die Episode der Krönung

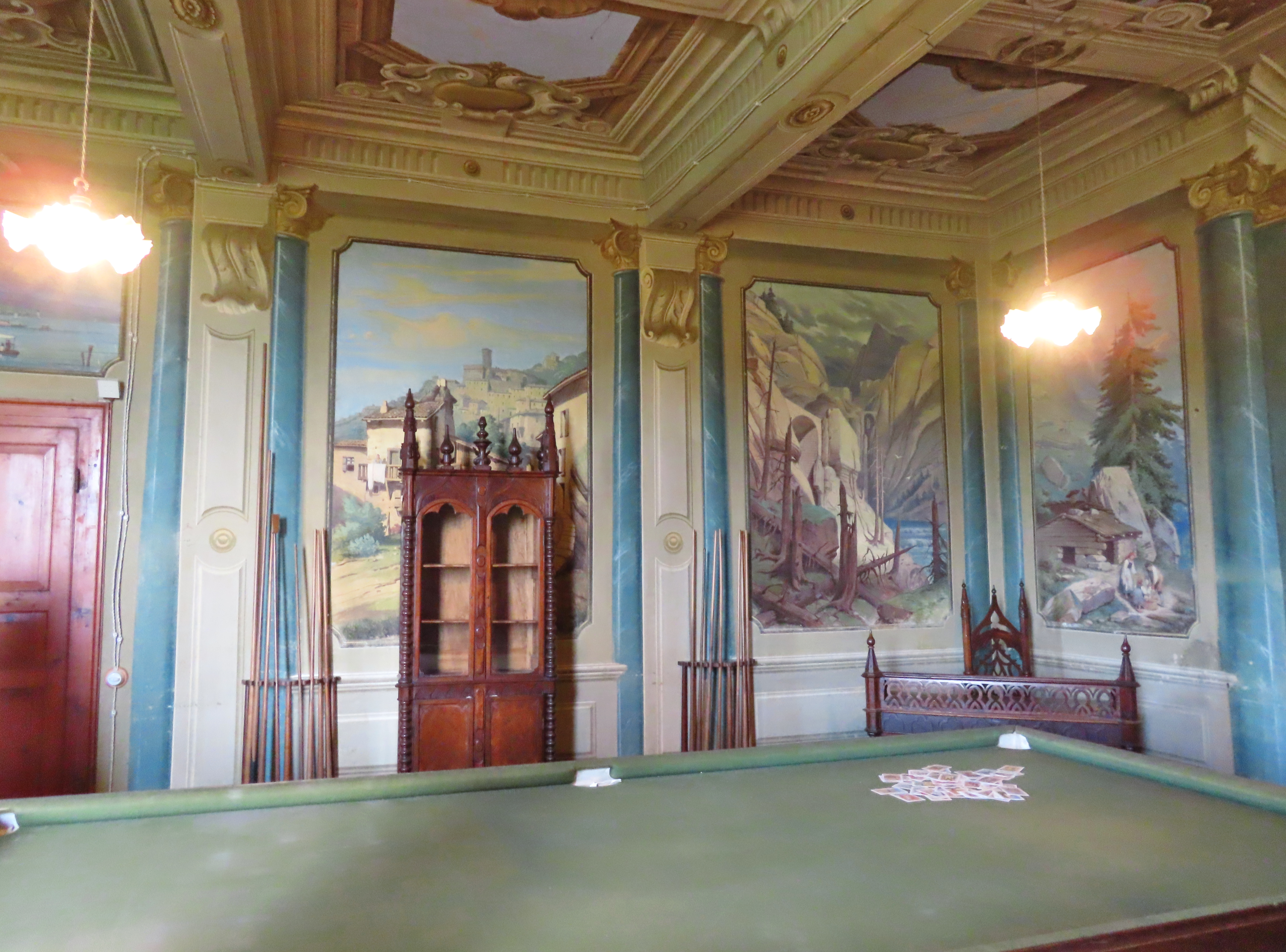
Billardsaal

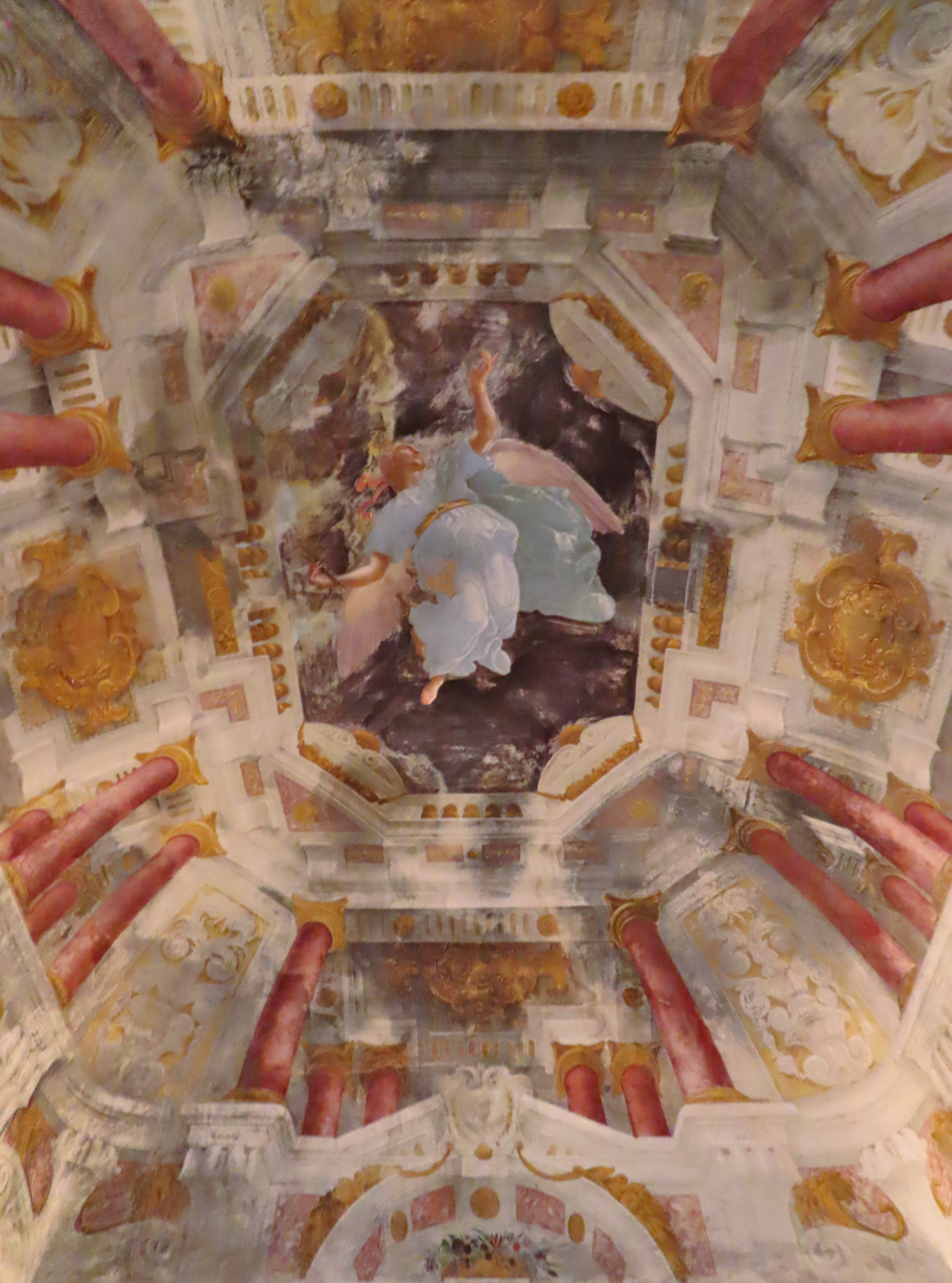
Gewölbe im ‚‚Sala della Gelosia‘‘

Die Geschichte der Burg ist unlösbar mit der des benachbarten Burg von Canossa verbunden und dies insbesondere im goldenen Zeitalter der Herrschaft der Canossas, also der Regentschaft der Gräfin Mathilde von Canossa. Zu Füßen des Eingangs der Umfassungsmauer kann man lesen „Comitissae Matildis opus“ (dt.: Werk der Gräfin Mathilde), auch wenn die Geschichtswissenschaftler sich einig sind, dass ihr Ursprung viel früher liegt. In einem der Räume kann man das berühmte Gemälde aus dem 14. Jahrhundert bewundern, auf dem die Figur der Mathilde von Canossa mit der Granatapfelblüte, dem Symbol ihrer Regentschaft und Weisheit, in der Hand, dargestellt ist. Laut historischen Quellen hegte eine besondere Präferenz für diese Burg, auf der sie häufig residierte und auf der Kaiser Heinrich IV. bei seinem berühmten Gang nach Canossa vor dem Treffen 1077 als Büßer zu Gast war. Ebenfalls hat Mathilde dort im Jahre 1111 den erstgeborenen Sohn von Heinrich IV., Heinrich V., auf seiner Rückkehr aus Rom, wo er zum Kaiser gekrönt worden war und den politischen Bruch zwischen dem Papsttum und dem Heiligen Römischen Reich während der Regentschaft seines Vaters gekittet hatte. In der Burg erklärte ebendieser Heinrich V. Mathilde von Canossa zur Vizekönigin von Italien und Reichsvikarin in Italien, ein historisches Ereignis von großer Bedeutung, das zu einer Friedenszeit führte, die zwölf Jahre später im Wormser Konkordat kulminierte. Jedes Jahr, üblicherweise am letzten Sonntag im Mai, wird an dieses Ereignis im Corteo storico Matildico erinnert.

## Das Zeitalter der Canossas

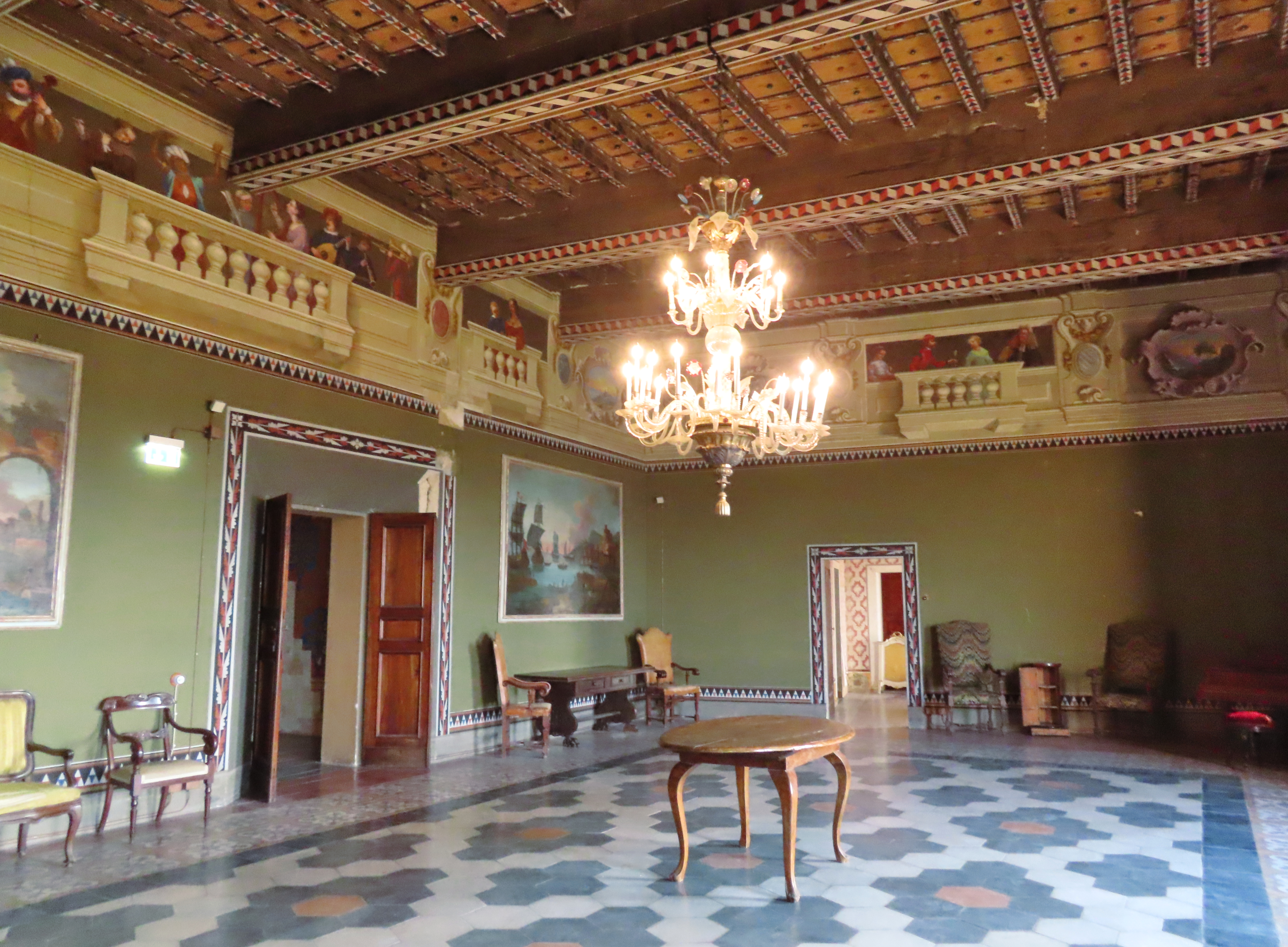
Repräsentationssaal

1160 entstand mit der Abgabe der Festung durch guelfischen Herzog an Guido von Canossa ein neuer und separater Familienzweig der Dynastie Canossa, der „Bianello“ genannt wurde. In den ersten Jahren des 14. Jahrhunderts gelang es einem gewissen Giberti III. da Correggio, sich in den Besitz des Castello di Bianello und der benachbarten Burg Monte Lucio zu bringen. 1342 fiel die Kontrolle der vier Hügel in die Hände einer anderen Familie, die sich „Da Conossa“ nannte (Es ist schwierig, zu sagen, ob sie mit Mathilde blutsverwandt waren oder nicht.). Wie historische Quellen bezeugen, erhielt Gabriotto da Canossa die Investitur direkt von Kaiser Karl IV. Diese Investitur wurde 1459 von Kaiser Friedrich III. dem Nicolò da Canossa, dem Sohn von Alberto da Canossa, bestätigt. Dieser Familienzweig der Canossas behielt die Burg bis 1742; dann wurde sie an den Grafen Giovanni Gabbi verkauft.

## Spätere Zeit

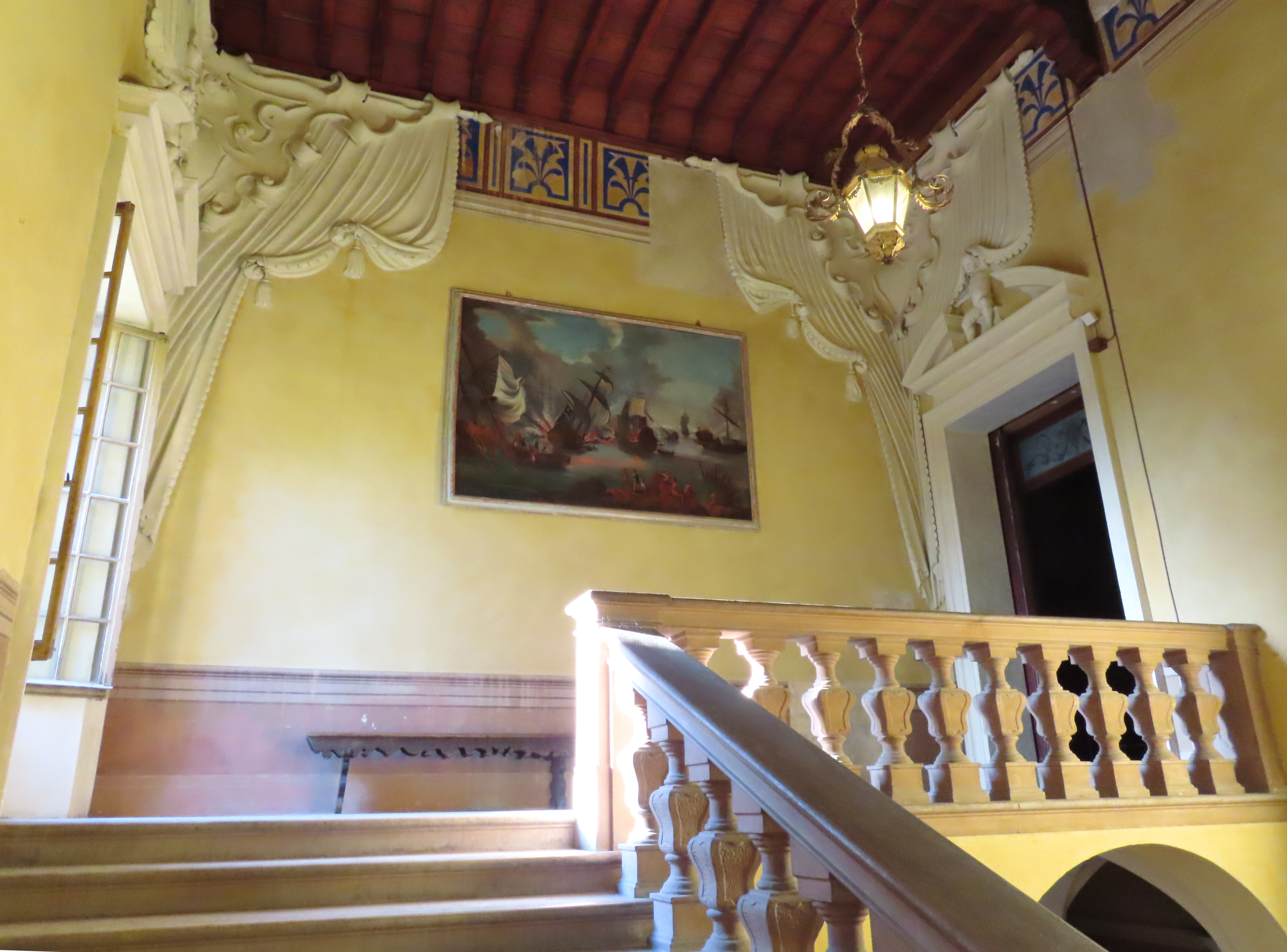
Treppe

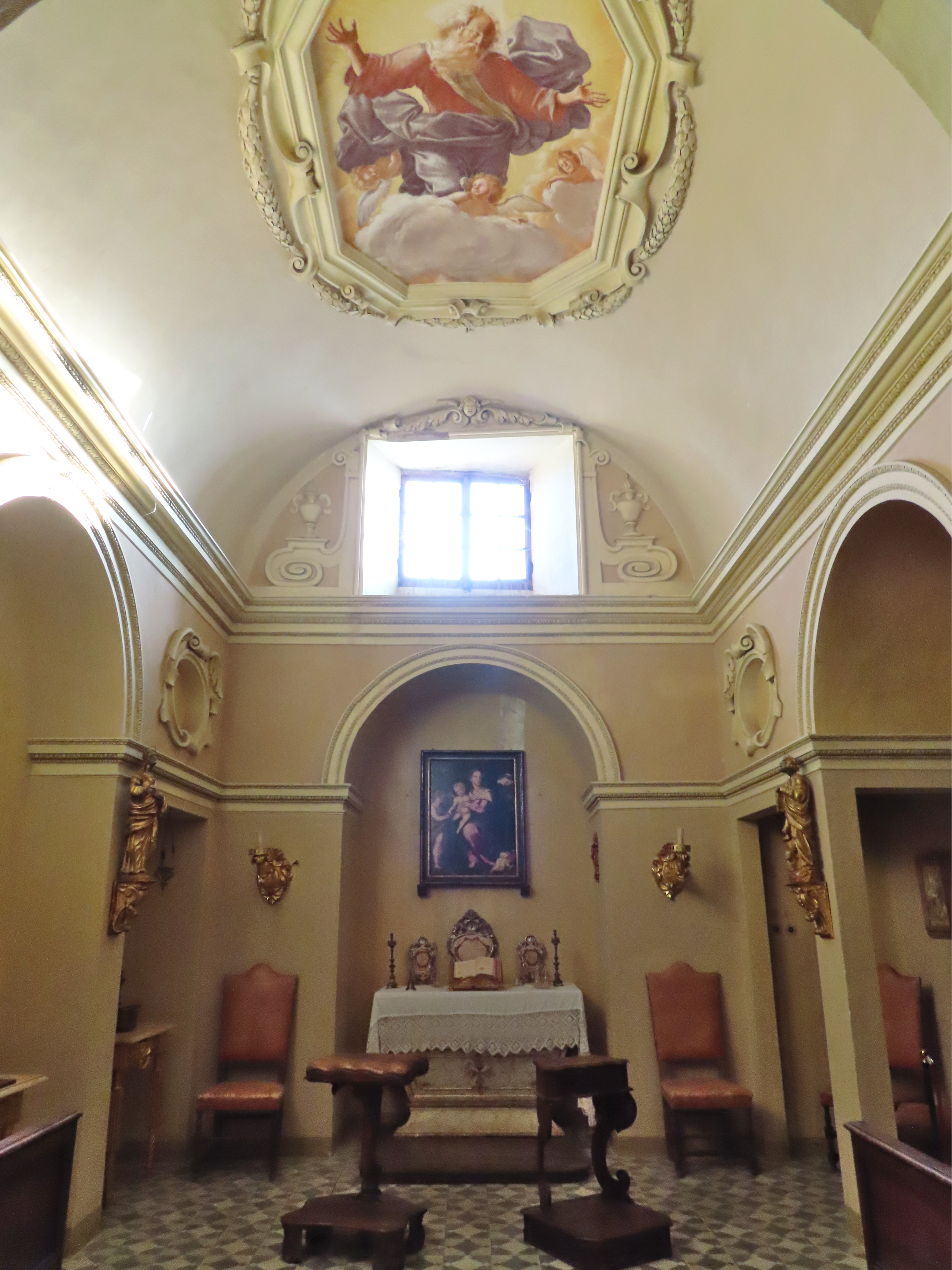
Kapelle des Johannes des Täufers

Das Lehen Bianello, das 1796 offiziell gelöscht wurde, kaufte die Familie Gabbi 1803 zurück und das Haus Este wählte die Burg in Folge der Ereignisse der Restauraution als ersten Sitz der Gemeindeverwaltung von Quattro Castella. Mit der Gründung des Königreichs Italien und der folgenden Vereinigung wurde die Burg zuerst im Wesentlichen militärischen Zwecken angepasst, also dort eine Kaserne untergebracht, und 1867 versteigert; es kaufte sie der Dottore Luigi Caggiati, der aus Parma stammte und das Gebäude in eine Sommerresidenz umbauen ließ. 1881 verkaufte sie die Familie Caggiati erneut, und zwar an den Reeder Giovanni Battista Bacigalupo aus Genua, der sie seinem Sohn Carlo vererbte. 1897 kaufte die Familie des Grafen Girolamo Cantelli (Familie Cantelli-Cremonini) die Burg, die sie bis 2003 in ihrem Besitz hielt und sie dann an die Gemeinde Quattro Castella verkaufte.